# کوهی یامادا
کوهی یامادا (انگلیسی: Kohei Yamada؛ زادهٔ ۸ ژانویهٔ ۱۹۸۹) بازیکن فوتبال اهل ژاپن است.
از باشگاه‌هایی که در آن بازی کرده‌است می‌توان به باشگاه فوتبال کلرادو رپیدز اشاره کرد.